# Ronnie Lane
Ronald Frederick "Ronnie" Lane (n. 1 de abril de 1946, Plaistow, Inglaterra - m. 4 de junio de 1997, Trinidad, Colorado, Estados Unidos) fue un cantante y músico de rock inglés. Fue uno de los fundadores y bajista  de bandas como Small Faces (1965-1969) y Faces (1969-1973).

## Biografía
Lane nació en la zona este de Londres. Mientras iba a la escuela, conoció a Kenney Jones, y juntos formaron un grupo que se llamaba "The Outcasts". Inicialmente se dedicaba a tocar la guitarra solista, aunque al poco tiempo se pasó al bajo, siendo este instrumento el que ocupó durante el resto de su carrera. Luego conoció a Steve Marriott, quien lo introdujo en el mundo del Motown.
El año 1965, Lane formó el grupo Small Faces. Él tocaría el bajo, mientras Marriott sería el vocalista y Jones el baterista. A sus anteriores amigos, se agregó el tecladista Ian McLagan. La banda se transformaría hasta su disolución, en 1969, en una de los precursoras del rock psicodélico.
Luego de la separación de Small Faces, Lane fundó el grupo Faces, con McLagan, Jones, Ron Wood y Rod Stewart. El año 1973 abandonó la banda para dedicarse a proyectos propios.
En 1977, mientras grababa su álbum Rough Mix con Pete Townshend, Lane fue diagnosticado con esclerosis múltiple. A pesar de ello, siguió involucrado en la música. 
Hacia los años 80, su salud ya comenzaba a declinar. En ese tiempo se mudó a Texas, buscando un lugar apto para condición clínica. Diez años después se mudó a Trinidad, Colorado, donde falleció en 1997 a causa de una neumonía que no pudo resistir.

## Discografía como solista
- Anymore for Anymore
- Ronnie Lane's Slim Chance
- One for the Road
- Mahoney's Last Stand  (con Ron Wood)
- See Me
- You Never Can Tell (The BBC Sessions)
- Kuschty Rye (The Singles 1973-1980)
- Tin and Tambourine (compilación)
- Rocket 69 (TV alemana)
- Live in Austin
- April Fool (compilación 1999)
- How Come (compilación 2001)
- Ain't No One Like (compilación 2003)
- Just For a Moment (compilación 2006)

## Colaboraciones
- Happy Birthday (con Pete Townshend) (1970)
- I Am (con Pete Townshend) (1972)
- Mahoney's Last Stand (con Ron Wood) (1976)
- With Love (con Pete Townshend) (1976)
- Rough Mix (con Pete Townshend) (1977) EU #45
- The Legendary Majik Mijits (con Steve Marriott) (1980)
- Victory Gardens (con John & Mary) (1992)